# Sarah Abitbol
Pour les articles homonymes, voir Abitbol.
Sarah Abitbol, née le 8 juin 1975 à Nantes (Loire-Atlantique) , est une patineuse artistique française. Son partenaire en couple est Stéphane Bernadis avec lequel elle patine à compter de 1992. Avec ce dernier, elle a remporté une médaille de bronze aux championnats du monde 2000. Ils sont devenus le premier couple français à remporter une médaille aux championnats du monde depuis l'or remporté par Andrée Brunet et Pierre Brunet en 1932. Ils remportent également 7 médailles aux championnats d'Europe (bronze et argent), 3 Grands Prix internationaux, et 10 championnats de France.

## Biographie
Sarah Abitbol grandit avec son frère à Nantes d'un père, propriétaire d'une boite de nuit. Elle commence le patinage dès l'âge de sept ans à la patinoire de Rezé en Loire-Atlantique.

### Carrière sportive
Sarah Abitbol a commencé à faire équipe avec Stéphane Bernadis en 1992, à la suite d'une épreuve de détection pour couple organisée à Paris-Bercy. Ils travaillent avec l'entraîneur Jean-Roland Racle.
Ils remportent le premier de leurs dix titres nationaux, en 1994. En 1996, Sarah et Stéphane remportent leur première médaille aux championnats d'Europe, une médaille de bronze.
En 1999, leur entraîneur Jean-Roland Racle quitte Bercy pour Boulogne. Abitbol et Bernadis se tournent donc vers Stanislas Leonovitch. Les championnats du monde 2000 se déroulent à Nice. La veille du programme libre, Stéphane Bernadis est agressé dans sa chambre d'hôtel par un déséquilibré qui lui fait une entaille sur l'avant-bras. Malgré cette blessure, Abitbol et Bernadis se présentent sur la glace pour livrer leur programme libre. Le couple remporte la médaille de bronze.
Aux championnats du monde 2001, ils doivent déclarer forfait pour cause de blessure. Pour la saison 2001/2002, ils se tournent vers Tatiana Tarassova et Nikolai Morozov pour l'élaboration de leur programme libre. Ils remportent la médaille d'argent aux championnats d'Europe 2002. Une semaine avant les Jeux olympiques de Salt Lake City, Sarah se blesse durant l'entraînement. Une rupture au tendon d'Achille les contraint à déclarer forfait pour les Jeux olympiques. Sarah se fait opérer et retourne sur la patinoire en juin 2002.
Pour la saison 2002/2003, Sarah et Stéphane travaillent toujours avec Tatiana Tarassova. Toutefois, ils se tournent vers Jean-Christophe Simond comme entraîneur. Ils remportent leur dixième titre national, suivi d'une médaille d'argent aux championnats d'Europe. Toutefois, les championnats du monde 2003 ne se passent pas très bien et le couple termine à la 12e place.
Le 1er août 2003, Sarah et Stéphane décident de se retirer de la compétition. Le couple se joint à la troupe Holiday on Ice et la tournée européenne Diamants Diamants. Les années suivantes, ils participent également à différentes tournées en compagnie de plusieurs membres de l'équipe de France : on les voit avec les Légendes de la glace, les Étoiles de la glace et Champions on Ice.
En 2007, Sarah Abitbol crée sa propre troupe et son spectacle Rêves de glace. Elle propose ce nouveau show aux mairies de France. L'aventure se poursuit en 2008 avec une nouvelle tournée. C'est Sarah Abitbol qui met en scène le spectacle. Elle est entourée des chorégraphes Sébastien Lefrançois et Richard Leroy, et du compositeur Maxime Rodriguez.
En 2009, Sarah Abitbol et son partenaire Stéphane Bernadis participent en tant que vedettes à la Troupe d'Holiday on Ice Energia.
Depuis 2011, la troupe Rêves de Glace réalise des tournées nationales avec la Production IMSOS.
Fin 2013, elle participe à la première saison de l'émission de M6 Ice Show en tant qu'entraîneur.
En 2014, Sarah Abitbol participe avec son partenaire Stéphane Bernadis à la tournée Holiday on Ice 2014. Une tournée unique qui a réuni les champions de leur génération, comme Philippe Candeloro et Surya Bonaly.
En 2022, Sarah Abitbol revient avec Holiday On Ice Supernova pour une tournée Nationale.

### Victime de viol, d'attouchements et de harcèlement sexuel
Pour un article plus général, voir Violences sexuelles et sexistes dans le sport français.
En janvier 2020, L'Obs publie un entretien avec Sarah Abitbol à propos de la publication de son second livre, Un si long silence. Elle déclare « J’ai été violée par mon entraîneur à 15 ans ». Elle l'accuse de viol, d'attouchements et de harcèlement sexuel, entre 1990 et 1992, alors qu'elle était âgée de 15 à 17 ans. Sarah Abitbol déclare qu'elle n'a pas souhaité porter plainte, les faits étant prescrits.
Elle déclare également qu'en 2007, alors que son ancien entraîneur, Gilles Beyer, devient le dirigeant du club des Français volants de Paris, elle aurait alerté un ministre (sans préciser s'il s'agissait de Bernard Laporte ou de Jean-François Lamour), qui lui aurait répondu après deux jours que les services du ministère étaient au courant d'une affaire judiciaire, mais que le ministère devait « fermer les yeux ». Le même jour du 29 janvier 2020, le journal L'Équipe rappelle d'une part que l'affaire à laquelle il est fait allusion est celle concernant Hélène Godard, patineuse qui accuse également la même personne de viol lorsqu'elle était âgée de 12 ans, et qui accuse également un autre entraîneur lorsqu'elle était un peu plus âgée.
Après la dénonciation publique de Sarah Abitbol, le club parisien des Français volants a annoncé le 31 janvier avoir démis de ses fonctions son manageur général, Gilles Beyer. Ce dernier concède des relations « intimes inappropriées » et présente « ses excuses » à Sarah Abitbol.
Le 2 février 2020, Sarah Abitbol refuse de dire quel ministre elle aurait contacté en 2007. Le ministre Jean-François Lamour déclare qu'il ne se souvient pas d'avoir été contacté à ce sujet. Le ministre Bernard Laporte ne fait pas de déclaration.
Sarah Abitbol accuse également Didier Gailhaguet, président de la Fédération française des sports de glace depuis 20 ans, d'avoir couvert les agissements de son ancien entraîneur et demande sa démission. Un collectif d'anciens sportifs et professionnels lance également une pétition à son encontre pour demander sa démission « pour manquement à la sécurité des enfants depuis plus de 20 ans ». Le 3 février 2020, Didier Gailhaguet est convoqué par Roxana Maracineanu, afin de justifier le choix d'avoir maintenu Gilles Beyer dans sa fonction d'entraîneur, malgré une mesure d’interdiction d’exercer auprès de mineurs après une enquête au début des années 2000. Malgré le refus de Didier Gailhaguet de démissionner, Sarah Abitbol déclare : « Je suis soulagée de voir que la ministre a pris la mesure du problème. ». Elle a indiqué qu'elle souhaitait rencontrer Brigitte Macron, engagée sur les sujets touchant à la protection de l'enfance, qui a répondu favorablement à sa demande.
Le 4 février 2020, le parquet de Paris annonce qu’il ouvre une enquête préliminaire pour viols et agressions sexuelles sur mineurs. Les faits étant prescrits, le procureur de la République de Paris déclare que l'enquête vise à « identifier toutes autres victimes ayant pu subir, dans le contexte décrit, des infractions de même nature ».
Le livre de Sarah Abitbol paraît dans un contexte du Mouvement #MeToo, de libération de la parole des victimes de violences sexuelles et caractérise le premier témoignage dans le monde sportif.

### Vie privée
Elle vit en couple avec son partenaire de patinage Stéphane Bernadis de 1999 à 2004 environ.
En 2009, Sarah Abitbol épouse à la mairie du 12e arrondissement de Paris le patineur artistique Jean-Louis Lacaille, qui a rejoint sa troupe en 2006. Ils sont parents d'une petite fille Stella, née en 2011.
Elle vit avec son mari et sa fille aux États-Unis depuis 2015.
Le couple divorce en 2025. Sarah Abitbol se consacre en France à son association la voix de Sarah. Sa fille vit aux État-Unis avec son ex-mari.

## Palmarès
| Compétition                         | 1993    | 1994    | 1995    | 1996    | 1997    | 1998    | 1999    | 2000    | 2001    | 2002    | 2003    |  |  |  |
| Jeux olympiques d'hiver             |         |         |         |         |         | 6e      |         |         |         | F       |         |  |  |  |
| Championnats du monde               | 19e     |         | 9e      | 11e     | 7e      | 8e      | 5e      | 3e      | A       | F       | 12e     |  |  |  |
| Championnats d'Europe               | 14e     | 15e     | 7e      | 3e      | 4e      | 3e      | 3e      | 3e      | 3e      | 2e      | 2e      |  |  |  |
| Championnats de France              | 2e      | 1re     | 1re     | 1re     | 1re     | 1re     | 1re     | 1re     | 1re     | 1re     | 1re     |  |  |  |
| Championnats du monde juniors       | 11e     |         |         |         |         |         |         |         |         |         |         |  |  |  |
|                                     |         |         |         |         |         |         |         |         |         |         |         |  |  |  |
| Grand Prix ISU                      | 1992/93 | 1993/94 | 1994/95 | 1995/96 | 1996/97 | 1997/98 | 1998/99 | 1999/00 | 2000/01 | 2001/02 | 2002/03 |  |  |  |
| Finale du Grand Prix                |         |         |         |         |         |         | 4e      | 2e      | 5e      | 6e      |         |  |  |  |
| Skate America                       |         | 10e     |         |         |         |         | 6e      | 2e      |         |         |         |  |  |  |
| Skate Canada                        |         |         | 3e      |         | 5e      | 3e      |         |         |         |         |         |  |  |  |
| Coupe d'Allemagne                   |         |         | 7e      | 9e      |         |         |         |         | 1re     |         |         |  |  |  |
| Trophée de France                   | 7e      | 8e      | 6e      | 7e      | 4e      | 5e      | 1re     | 1re     | 4e      | 3e      | 2e      |  |  |  |
| Coupe de Russie                     |         |         |         |         | A       |         |         |         |         | 3e      |         |  |  |  |
| Trophée NHK                         |         |         |         |         |         |         |         | 2e      | 2e      |         |         |  |  |  |
| Légende : F = Forfait ; A = Abandon |         |         |         |         |         |         |         |         |         |         |         |  |  |  |

## Ouvrages
- Sarah Abitbol, Stéphane Bernadis et Christophe Duchatelet, Rêves de glace : Drames, passions et secrets du patinage artistique, éditions Plon, 16 mai 2002, 161 p. (ISBN 978-2-259-19740-3).
- Sarah Abitbol et Emmanuelle Anizon, Un si long silence, Paris, éditions Plon, 30 janvier 2020, 198 p. (ISBN 978-2-259-28264-2).

## Décorations
- Chevalier de l'ordre national du Mérite (décret du 20 juin 2022)[11]